# 13 Max Televisión
El Canal 13 de Corrientes, conocido como 13 Max Televisión, es un canal de televisión abierta argentino afiliado a Telefe que transmite desde la ciudad de Corrientes. El canal se llega a ver en gran parte de la Provincia de Corrientes y zonas aledañas a través de repetidoras. Es operado por Río Paraná TV SRL, empresa a su vez propietaria del canal.
Posee una recepción potencial de más de un millón de personas, convirtiéndose al mismo tiempo en el principal competidor de su par vecino, el Canal 9 de Resistencia.

## Historia
El 10 de octubre de 1963, mediante el Decreto 9063, el Poder Ejecutivo Nacional adjudicó a la empresa Río Paraná TV S.R.L. una licencia para explotar la frecuencia del Canal 13 de la ciudad de Corrientes, capital de la provincia homónima. La sociedad estaba conformada por Jorge Félix Gómez y Carlos Antonio Smith.
La licencia inició sus transmisiones regulares el 30 de junio de 1965 como LT 80 TV Canal 13 de Corrientes.

Tras haber obtenido la licitación, comenzaría la instalación de la planta transmisora, la cual fue emplazada en su actual ubicación. La llegada del canal a ese barrio (cercano a la planta desmotadora Tipoití), provocaría su cambio de nombre pasando a denominarse "Barrio Canal 13", como así también la calle principal de la estación transmisora, que también adoptaría el nombre de la emisora, quedando finalmente la dirección del canal fijada como Calle Canal 13 n° 350.
Con muchas dificultades, como así también con mucho esfuerzo, el canal comenzaría a tomar forma poco a poco. Entre las dificultades presentes, la falta de producción de componentes, como así también la inexistencia de la importación, llevaron a la contratación de personal especializado para tal fin.
Así fue como gracias al aporte de los socios de la empresa, como al trabajo fundamental de los ingenieros Saccone y Huller, se conseguiría desarrollar una antena emisora de gran ganancia, la cual tendría características únicas en la región.
Con todas estas herramientas, comenzaban las primeras transmisiones del Canal 13 en la ciudad. Sin embargo, la poca difusión que tenía la televisión en la ciudad, hacía de este medio de comunicación un privilegio para unos pocos, lo que llevaría a Smith y Gómez a la instalación de un comercio de venta de televisores, para equipar los hogares de la ciudad con esta nueva forma de comunicar.
De esta manera, se iniciaba una nueva etapa en la vida de la capital correntina, como así también en la región del Nordeste.
Inicialmente, Canal 13 comenzó retransmitiendo programación nacional, aunque también se caracterizó por el fomento de la producción local y regional. Parte de su programación estuvo y está compuesta por programas de producción netamente local, con contenidos de interés para la provincia como para la región. La programación nacional, se obtenía de la compra de material pregrabado a la firma Proartel, una empresa de Buenos Aires que administraba programación para todo el país y que a su vez, explotaba la licencia a nivel nacional del Canal 13 de Buenos Aires.
Asimismo, una de las primeras producciones locales presentadas por Canal 13, fue un ciclo cultural denominado "El patio de don Tunque", en el que se reflejaban las actividades del cotidiano correntino, con números folcklóricos y chamameceros. A su vez, un ícono de la programación local de Canal 13 fue su propio noticiero, el cual adquiriría protagonismo dentro de la sociedad, debido a la cobertura de la actualidad de la ciudad, llegando a registrar momentos históricos como la construcción y posterior inauguración del Puente General Belgrano entre 1969 y 1973, o la llegada a la ciudad del Papa Juan Pablo II, en 1987.
La actualización tecnológica también formó parte de la evolución de Canal 13, ya que en 1978 y a la par de las señales nacionales, iniciaron las primeras emisiones a color, para lo cual fue necesaria la renovación total de los equipos.
De esta manera y al igual que en la experiencia de la inauguración de la señal, sus propietarios nuevamente se encargarían de la provisión de televisores a los hogares, con el fin de llegar con la señal actualizada. En ese entonces, también surgiría un nuevo inconveniente, debido a las dificultades devenidas de los contantes cambios de titularidad en el suministro de la programación nacional.
El 12 de noviembre de 1982, mediante el Decreto 1207, el Poder Ejecutivo Nacional renovó la licencia conferida del Canal 13.

El 27 de octubre de 1983, mediante el Decreto 2775, autorizó el ingreso a Río Paraná TV S.R.L. (licenciataria de Canal 13) de María Antonieta Gómez, Jorge Félix Gómez y Félix María Gómez.
Por tal motivo, a principios de la década del '90, Canal 13 firmaría un contrato con Telefe, para la retransmisión parcial de su programación, siendo esta transmitida en parte en directo y otra parte en diferido. En la actualidad, la programación de Canal 13 continúa presentando contenido netamente local, sumado a las repeticiones de la señal porteña.
El 5 de julio de 1999, mediante el Decreto 711, el Poder Ejecutivo Nacional autorizó el ingreso a Río Paraná TV S.R.L. (licenciataria de Canal 13) de María Antonieta Danuzzo Desimoni.
Así como la renovación llegó a su señal, tampoco el nombre de la emisora fue ajeno a ello, ya que en el 2008 y luego de ser conocido desde su inauguración simplemente como Canal 13, Río Paraná TV S.R.L. decide cambiar el nombre comercial de la emisora, pasando a denominarse 13 Max Televisión.
Los cambios constantes en la tecnología audiovisual llevaron también al renombrado canal, a la constante renovación de su tecnología.
El 18 de noviembre de 2010, la Autoridad Federal de Servicios de Comunicación Audiovisual, mediante la Resolución 329, autorizó al Canal 13 a realizar pruebas en la Televisión Digital Terrestre bajo el estándar ISDB-T (adoptado en Argentina mediante el Decreto 1148 de 2009). Para ello se le asignó el Canal 32 en la banda de UHF.
El 7 de noviembre de 2014, Canal 13 comenzó a emitir en el canal 32.1 de la TDA de Corrientes.
El 31 de marzo de 2015, la Autoridad Federal de Servicios de Comunicación Audiovisual, mediante la Resolución 236, le asignó a Canal 13 el Canal 31.1 para emitir de forma regular (en formato HD) en la Televisión Digital Terrestre.
Otra innovación presentada por el canal, con el fin de adaptar su señal a la normativa nacional de televisión inclusiva, es la implementación en su informativo (denominado a partir de 2008 como 13 Max Noticias) del sistema de comunicación para personas hipoacúsicas, mediante lenguaje de señas.
El 26 de diciembre de 2017, Canal 13 comenzó a emitir programación en HD.

## 13 Max Noticias
Es el servicio informativo del canal con principal enfoque a la Provincia de Corrientes. Actualmente, posee dos ediciones que se emiten de lunes a viernes (a las 12:00 y a las 20:00).

## Repetidoras
Canal 13 cuenta con 3 repetidoras en la Provincia de Corrientes.
| Provincia de Corrientes | Provincia de Corrientes       |
| ----------------------- | ----------------------------- |
| Canal                   | Localización de la repetidora |
| 7                       | Bella Vista                   |
| 13                      | Empedrado                     |
| 12                      | Goya                          |